# Jenn Murray
Pour les articles homonymes, voir Murray.
 Jennifer "Jenn" Murray, (née le 1er avril 1986 à Belfast) est une actrice nord-irlandaise.

## Biographie
Elle est formée au centre Samuel Beckett, en Irlande, avant de rejoindre la "New York Film Academy". Elle débute alors en tant que comédienne.
Elle apparaît pour la première fois à l'écran en 2008 dans Dorothy d'Agnès Merlet, où elle joue le rôle de Dorothy Mills, une adolescente présentant hypothétiquement un trouble de la personnalité multiple. Elle est alors âgée de 22 ans.
En 2009, elle est sélectionnée pour la 6e édition annuelle des Irish Film and Television Awards.
Elle a été étudiante en art dramatique à Dublin.

## Filmographie

### Cinéma

#### Courts métrages
- 2009 : Sunshower de Liam Gavin : Dziewczyna
- 2013 : Radiance d'Andrew Cumming : Tash

#### Longs métrages
- 2008 : Dorothy (Dorothy Mills) d'Agnès Merlet : Dorothy Mills
- 2012 : Earthbound d'Alan Brennan : Maria
- 2014 : Mémoires de jeunesse (Testament of Youth) de James Kent : Dorothy
- 2015 : Brooklyn de John Crowley : Dolores Grace
- 2015 : Angel de Ray Burdis (en) : Angel
- 2016 : Love and Friendship de Whit Stillman : Lady Lucy Manwaring
- 2016 : Les Animaux fantastiques (Fantastic Beasts and Where to Find Them) de David Yates : Chastity Bellebosse
- 2019 : Maléfique : Le Pouvoir du Mal (Maleficent: Mistress of Evil) de Joachim Rønning : Gerda

### Télévision

#### Séries télévisées
- 2008 : The Clinic (saison 6, épisode 02) : Sorina
- 2009 : The Bill (saison 25, épisode 19 : On the Money) : Ruby Deegan
- 2009 : Le Jour des Triffides (The Day Of The Triffids) (mini-série) (saison 1, épisode 02 : Part 2) : Susan
- 2010 : Inspecteur Lewis (Lewis) (saison 4, épisode 04 : Le Sommeil éternel) : Charlotte Corwin
- 2011 : The Fades (mini-série)  : Natalie
  - (saison 1, épisode 01 : Les Esprits)
  - (saison 1, épisode 02 : Double Vie)
  - (saison 1, épisode 03 : L'Élu)
  - (saison 1, épisode 04 : Faux Départ)
  - (saison 1, épisode 05 : Le Garde-manger)
- 2013 : Truckers (en) (mini-série) : Michelle

## Distinctions
- 6e édition annuelle des Irish Film and Television Awards (2009)